# Tăng dân số

Ước tính kích cỡ dân số loài người giai đoạn 10,000 trước Công Nguyên–2000 sau Công Nguyên.

Tăng dân số là sự thay đổi trong dân số theo thời gian, và có thể được định lượng như sự thay đổi trong số lượng của các cá thể của bất kỳ giống loài nào sử dụng cách tính toán "trên đơn vị thời gian".
Trong sinh học, thuật ngữ tăng dân số dường như chỉ tới bất kỳ sinh vật từng biết nào, nhưng bài viết này chỉ chủ yếu nói về vùng áp dụng của thuật ngữ với dân số loài người trong nhân khẩu học.
Trong nhân khẩu học, tăng dân số được sử dụng một cách không chính thức cho thuật ngữ rõ ràng hơn là tỷ lệ tăng dân số (xem dưới đây), và thường được sử dụng chỉ cho sự tăng trưởng của dân số loài người trên thế giới.
Các mô hình đơn giản của tăng trưởng dân số gồm mô hình phát triển Malthus và mô hình logistic

## Tỷ lệ tăng trưởng dân số
Trong nhân khẩu học và sinh thái, Tỷ lệ tăng trưởng dân số (PGR) là tỷ lệ theo phân số mà số các cá nhân trong một dân số tăng lên. Nói rõ hơn, tỷ lệ tăng trưởng dân số thường chỉ tới sự thay đổi trong dân số trong một đơn vị thời gian, thường được thể hiện như một phần trăm của số lượng cá nhân trong dân số ở thời điểm bắt đầu của giai đoạn đó. Điều này có thể được thể hiện như công thức:
{\displaystyle \mathrm {Growth\ rate} ={\frac {(\mathrm {population\ at\ end\ of\ period} \ -\ \mathrm {population\ at\ beginning\ of\ period} )}{\mathrm {population\ at\ beginning\ of\ period} }}}
(Trong giới hạn của một đơn vị thời gian đủ nhỏ.)
Công thức trên có thể được mở rộng thành: tỷ lệ tăng = tỷ lệ sinh thô - tỷ lệ tử thô + tỷ lệ nhập cư thực, hay {\displaystyle \vartriangle }P/P = (B/P) - (D/P) + (I/P) - (E/P), trong đó P là tổng dân số, B là số lượng sinh, D là số lượng tử, I là số người nhập cư, và E là số người di cư.
Công thức này cho phép xác định nguồn gốc của sự tăng dân số, hoặc vì gia tăng tự nhiên hay bởi gia tăng tỷ lệ nhập cư thực. Gia tăng tự nhiên là sự gia tăng trong dân số sinh tự nhiên, hoặc bắt nguồn từ tỷ lệ sinh cao, tỷ lệ tử thấp, hay tổng hợp cả hai yếu tố. Tỷ lệ nhập cư thực là sự khác biệt giữa số người nhập cư và số người di cư.
Cách thông thường nhất để thể hiện sự gia tăng dân số là một tỷ số, không phải một tỷ lệ. Sự thay đổi trong dân số trong một đơn vị thời gian được thể hiện như một phần trăm của dân số tại thời điểm bắt đầu của chu kỳ. Là:
{\displaystyle \mathrm {Growth\ ratio} =\mathrm {Growth\ rate} \times 100\%.}
Một tỷ số (hay tỷ lệ) tăng dương cho thấy dân số đang gia tăng, trong khi một tỷ lệ âm cho thấy dân số đang giảm. Một tỷ lệ tăng trưởng bằng không xuất hiện khi con số người ở hai giai đoạn là bằng nhau—khác biệt thực giữa sinh, tử và di cư bằng không. Tuy nhiên, một tỷ lệ tăng trưởng có thể bằng không thậm chí khi có những thay đổi lớn trong các tỷ lệ sinh, tỷ lệ tử và tỷ lệ nhập cư và phân bố độ tuổi giữa hai giai đoạn.

Tương tự, phần trăm tỷ lệ tử = số trung bình trường hợp tử trọng một năm trên mỗi 100 người trong tổng dân số.
Một cách tính toán có liên quan là tỷ lệ sinh sản thực. Không tính tới di cư, một tỷ lệ sinh sản thực lớn hơn một cho thấy số phụ nữ đang gia tăng, trong khi một tỷ lệ sinh sản thực thấp hơn một (Sinh sản dưới mức thay thế) cho thấy số phụ nữ đang giảm.

## Tăng trưởng và suy giảm quá mức
Dân số vượt quá ngưỡng khả năng chống đỡ của một khu vực môi trường được gọi là quá tải dân số. Nó có thể xuất phát từ sự gia tăng dân số hay suy giảm khả năng chống đỡ. Sự quá tải dân số con người có thể gây ra các vấn đề như ô nhiễm và ùn tắc giao thông, chúng có thể được giải quyết hay sẽ trở nên tồi tệ hơn với những thay đổi về kỹ thuật và kinh tế. Trái lại, những khu vực đó có thể bị coi là "dân số thưa thớt" nếu dân số không đủ lớn để duy trì một hệ thống kinh tế (xem suy giảm dân số). Giữa hai thái cực này có khái niệm dân số thuận lợi.

## Tỷ lệ tăng trưởng dân số loài người

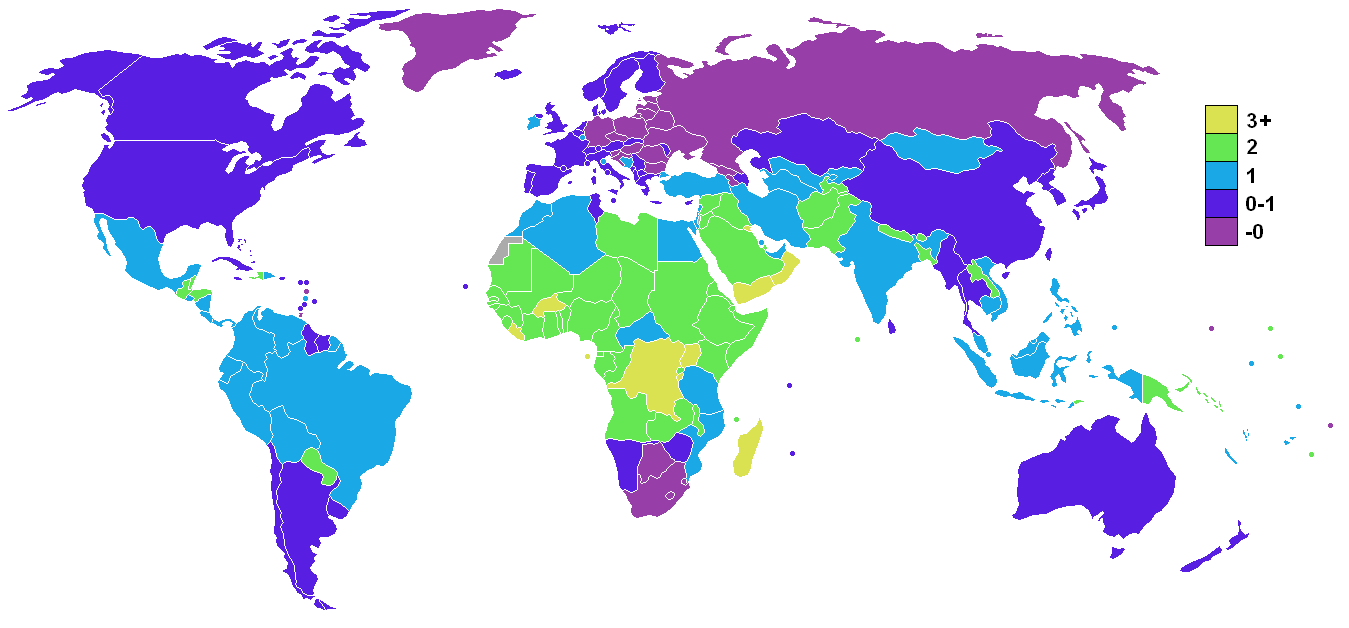
Tỷ lệ tăng trưởng dân số hàng năm theo phần trăm, như được liệt kê trong CIA World Factbook (ước tính năm 2006).

Tỷ lệ tăng trưởng dân số thế giới (1950-2000)

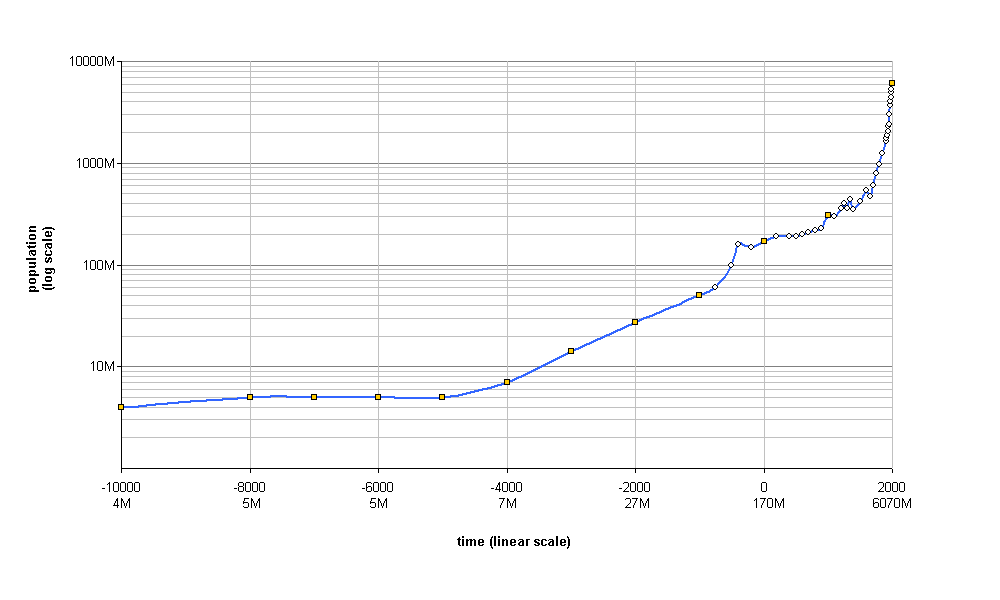
Dân số thế giới từ năm 10,000 trước Công Nguyên đến năm 2000 sau Công Nguyên (tỷ lệ loga)

Trên toàn cầu, tỷ lệ tăng dân số loài người đã giảm từ đỉnh năm 1962 và 1963 với tỷ lệ 2.20% hàng năm. Năm 2009 ước tính tỷ lệ tăng hàng năm là 1.1%. CIA World Factbook đưa ra tỷ lệ sinh, tỷ lệ tử và tỷ lệ tăng hàng năm của thế giới (hơi thiếu đồng nhất) là 1.986%, 0.837%, và 1.13% Một trăm năm vừa qua là thời gian có mức độ tăng trưởng dân số cao vì những tiến bộ y tế và sự gia tăng mạnh trong sản lượng nông nghiệp được thực hiện nhờ cuộc Cách mạng xanh.
Tỷ lệ tăng trưởng thực trong dân số loài người đã giảm từ đỉnh là 88.0 triệu năm 1989, xuống mức thấp hơn là 73.9 triệu năm 2003, sau đó tăng trở lại lên 75.2 triệu năm 2006. Từ đó, tỷ lệ tăng hàng năm đã giảm sút. Năm 2009 dân số loài người tăng 74.6 triệu, và dự đoán sẽ giảm đều xuống khoàng 41 triệu mỗi năm năm 2050, ở thời điểm đó dẫn số thế giới sẽ tăng lên khoảng 9.2 tỷ người. Mỗi vùng trên thế giới đều đã chứng kiến sự sụt giảm mạnh trong tỷ lệ tăng trong những thập kỷ gần đây, dù các tỷ lệ tăng vẫn ở mức trên 2% tại một số quốc gia ở Trung Đông và châu Phi hạ Sahara, và tại Nam Á, Đông Nam Á, và Mỹ Latinh.
Một số quốc gia đã trải qua tình trạng tăng trưởng dân số âm, đặc biệt là ở Đông Âu (chủ yếu bởi tỷ lệ sinh và di cư thấp). TẠi Miền nam châu Phi, tăng trưởng dân số đang chậm lại vì tỷ lệ tử gia tăng liên quan tới HIV. Một số quốc gia Tây Âu cũng có thể gặp vấn đề tăng trưởng dân số âm. Dân số Nhật Bản đã bắt đầu sụt giảm năm 2005 